# Кордес, Пауль Йозеф
Пауль Йозеф Кордес (нем. Paul Josef Cordes; 5 сентября 1934, Кирхюнден, Третий рейх — 15 марта 2024, Рим, Италия) — немецкий куриальный кардинал. Титулярный епископ Найссо и вспомогательный епископ Падерборна с 27 октября 1975 по 11 марта 1980. Вице-председатель Папского Совета по делам мирян с 11 марта 1980 по 2 декабря 1995. Председатель Папского Совета Cor Unum с 2 декабря 1995 по 7 октября 2010. Кардинал-дьякон с титулярной диаконией Сан-Лоренцо-ин-Пишибус с 24 ноября 2007 по 19 мая 2018. Кардинал-священник с титулярной диаконией pro hac vice Сан-Лоренцо-ин-Пишибус с 19 мая 2018.

## Образование
Пауль Кордес родился 5 сентября 1934 года, в Кирхюндене, и окончил гимназию Аттендорн в 1955 году. Он изучал медицину в течение двух семестров в Мюнстере и философию на философском факультете в Падерборне, а также и в Лионе, во Франции. После обучения на теологическом факультете Падерборна, Кордес посещал университет Майнца, где он был также помощником профессора Карла Леманна, у кого Кордес был также первым студентом, у которого защитил свою диссертацию («Sendung zum Dienst. Exegetisch-historische und systematische Studien zum Konzilsdekret 'Über Leben und Dienst der Priester'», 1971 год).

## Священник, епархиальное служение
Кордес был рукоположён в священника архиепископом Лоренцем Ягером 21 декабря 1961 года. Он тогда служил префектом Studienheim Sankt Klemens (Студенческого общежития Святого Климента) для последних призваний епархий Падерборна и Мюнстера до 1966 года. С 1966 по 1969 год Кордес был префектом Collegium Leonium — архиепископской семинарии Падерборна. В 1972 году, он был назван в секретариат епископской конференции Германии, где он служил заявителем по приходским делам.

## Епископ, на работе в Римской курии
27 октября 1975 года, Кордес был назначен вспомогательным епископом Падерборна и титулярным епископом Найссо папой римским Павлом VI. Он получил свою епископскую ординацию 1 февраля 1976 года, в соборе Падерборна, от архиепископа Падерборна Йоханнеса Йоахима Дегенхардта, которому помогали кардинал Юлиус Дёпфнер — архиепископ Мюнхенский и Фрайзингский и епископ Пауль Нордуес — титулярный епископ Коса и вспомогательный епископ Падерборна. Кордес были позднее назван почётным каноником соборного капитула 20 июля 1980 года.
Он поступил на службу Римской курии после своего назначения вице-председателем Папского Совета по делам мирян 11 марта 1980 года. Кордес был сделан председателем Папского Совета Cor Unum 2 декабря 1995 года, и его титулярная епархия была поднята pro hac vice к уровню архиепархии, также в это же самое время. Он служил специальным папским посланником к народам Никарагуа, Сальвадора, Гондураса и Гватемалы, после того, как были атакованы ураганом Митч, с 29 ноября до 3 декабря 1998 года.

## Кардинал
Папа римский Бенедикт XVI возвёл его в кардиналы-дьяконы с титулярной диаконией Сан-Лоренцо-ин-Пишибус на консистории от 24 ноября 2007 года. Кордес утратил право участвовать в Папских Коклавах, достигнув возраста 80 лет, 5 сентября 2014 года.
12 июня 2008 года в дополнение к своим главным обязанностям он был назначен Бенедиктом XVI членом конгрегаций в Римской курии: Конгрегации по Канонизации Святых, Конгрегации по делам Духовенства и Конгрегации Евангелизации Народов и Папского Совета Справедливости и Мира.
7 октября 2010 года папа римский Бенедикт XVI принял отставку, в связи с достижением преклонного возраста, кардинала Пауля Кордеса, его преемником назначен архиепископ Робер Сара, занимавший пост секретаря Конгрегации Евангелизации Народов.
Участник Конклава 2013 года.
19 мая 2018 года, возведён в сан кардинала-священника.
Умер 15 марта 2024 года утром в Риме в возрасте 89 лет.

## Взгляды
В статье в Catholic Herald, Кордес высказался, что секуляризация пришла с начала XVII века. Британская идея, что демократия должна быть обращена как религиозный и моральный принцип, в соответствии с идеей Реформации относительно священства всех верующих. Он далее высказался, что такой принцип будет фатальным для Церкви, если сосредоточенное на мирянах богословие Второго Ватиканского Собора должно было применяться подобным способом. Он также выдвинул беспокойство о пути, которым немецкая пресса пробовала повернуть «дело Уильямсона» в «дело Бенедикта XVI».